# Edifici al carrer Sant Antoni, 10 (Ginestar)
L'Edifici al carrer Sant Antoni, 10 és una obra de Ginestar (Ribera d'Ebre) protegida com a Bé Cultural d'Interès Local.

## Descripció
Edifici entre mitgeres situat dins del nucli antic del municipi, a prop de l'església vella i just on el carrer de Sant Antoni fa girada. La casa té la planta en forma de "L" invertida i disposa de dues plantes. El parament del conjunt es presenta arrebossat i pintat però, el desgast generalitzat, deixa entreveure l'aparell original de carreus irregulars, poc escairats i lligats amb morter de calç. El traçat de la façana de la finca és corbat, adequant-se a l'indret que ocupa i, la façana principal, se situa a l'extrem esquerre del conjunt. En aquest sentit, el tester disposa d'un portal amb arc escarser i emmarcament de maó a sardinell, i una porta secundària, d'arc de llinda i inscrita en un arc ogival. Al primer pis, hi ha un balcó de barrots, un balcó d'ampit i una finestra de petites dimensions, emprant tots ells, arc de llinda. On la façana fa girada, la casa només disposa de planta baixa i aquesta és coberta per un terrat que queda delimitat per una balustrada amb motius geomètrics. L'espai, que s'utilitza com a magatzem, compta amb una finestra d'arc a nivell i una obertura d'arc escarser que correspon a la porta d'accés, emplafonada i a l'anglesa de dos batents. Les cobertes dels cossos que flanquegen el magatzem, són de teula àrab i tenen una inclinació d'una sola vessant amb els careners paral·lels a les façanes.